# Chimiche
Chimiche es una de las entidades de población que conforman el municipio de Granadilla de Abona, en la isla de Tenerife —Canarias, España—.

## Toponimia
Chimiche es un término de procedencia guanche que significa, según algunos investigadores, 'infierno', apareciendo también con las variantes Chimache, Chimeche y Chimichi.

## Características

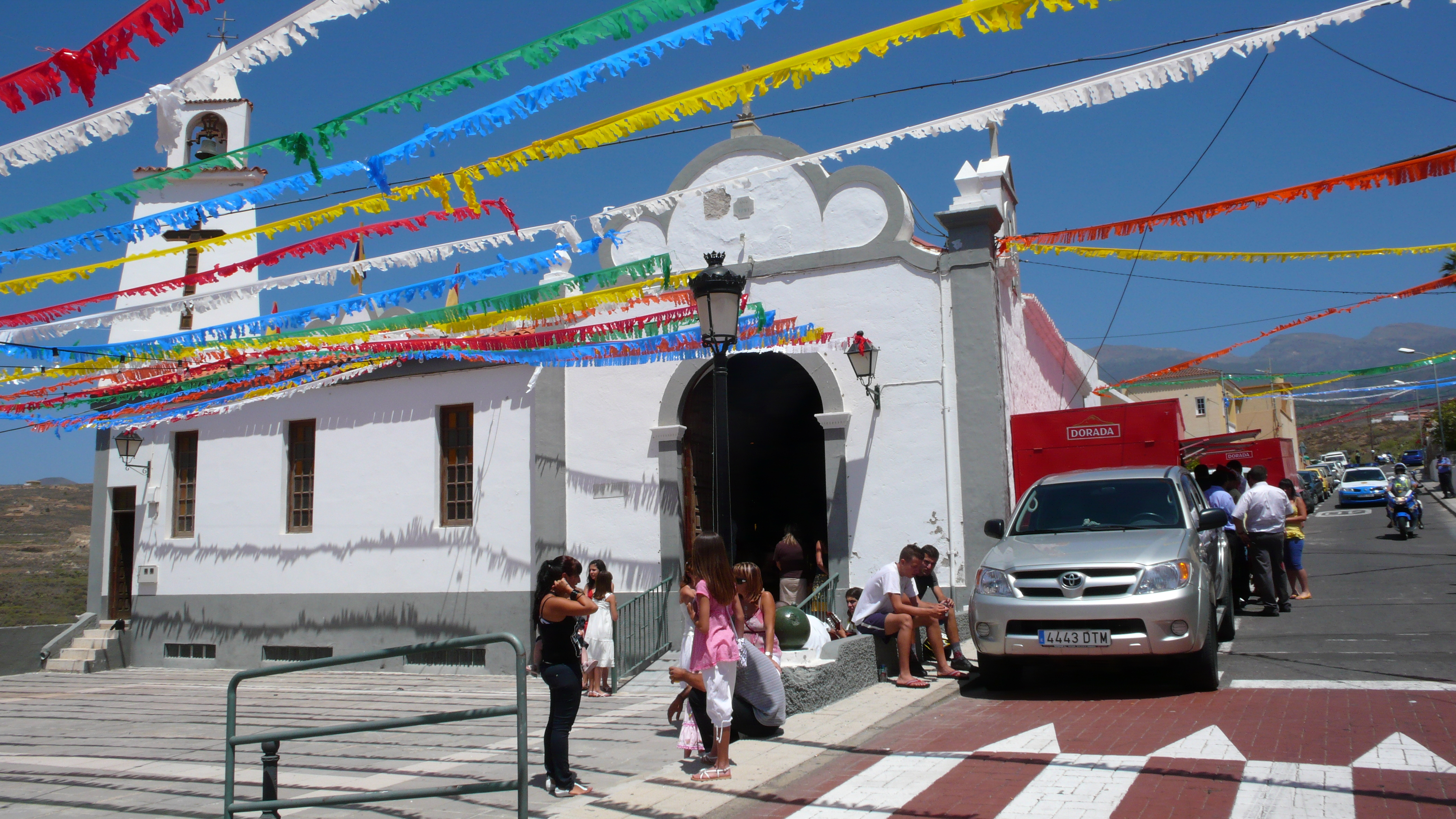
Iglesia Nuestra Señora del Carmen durante las fiestas de la localidad.

Es la localidad más oriental del término municipal, distante unos 9 kilómetros del casco urbano de Granadilla. Es asimismo la única que posee territorio desde el mar hasta las medianías altas, incluyéndose parte de su superficie en los espacios naturales protegidos del parque natural de la Corona Forestal y del monumento natural de Los Derriscaderos.
Chimiche se halla enmarcado entre el barranco de Las Monjas y el barranco del Río. Por ello, las parcelas de cultivo se adaptan a la topografía escalonándose desde el tramo superior, ocupado por las viviendas, hasta el fondo del barranco. 
Está formado por los núcleos de Chimiche, Las Rosas y Las Vegas.
La localidad cuenta con el Colegio Público Virgen del Pilar, situado en Las Rosas, con un consultorio médico, un centro cultural, con la iglesia parroquial de Nuestra Señora del Carmen y la ermita de Nuestra Señora de la Esperanza en Las Vegas, un parque infantil, una farmacia, varias plazas públicas, así como algunos bares, restaurantes y otros pequeños comercios.
En 2014 se inauguró un parque etnográfico «Pino Las Jabas», paraje que mantiene la estética tradicional agrícola y en el que se han restaurando los antiguos pasiles donde se secaba o pasaba la fruta como los higos.
En la zona costera de Chimiche se ubica parte del Polígono Industrial de Granadilla, donde se halla una central térmica de la empresa ENDESA y donde se están llevando a cabo las obras del Puerto Industrial de Granadilla.

## Historia

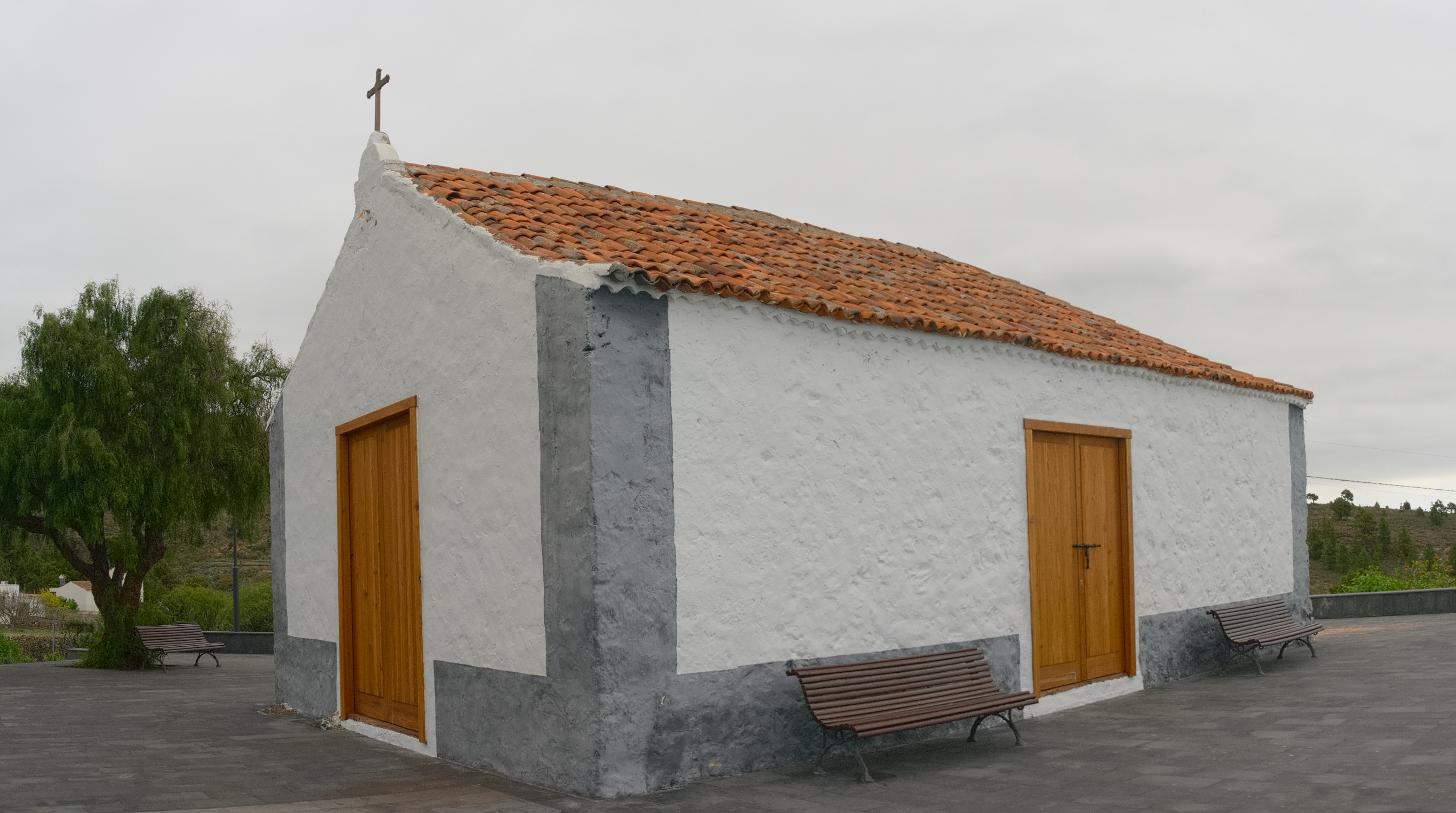
Ermita de Nuestra Señora de la Esperanza en Las Vegas.

La zona de Chimiche fue uno de los lugares donde se inició la colonización del territorio de Abona, dada su ubicación junto al barranco del Río. Estas tierras fueron entregadas en 1503 a Gonzalo Suárez de Quemada, agente del III Duque de Medina Sidonia Juan Alonso de Guzmán, que había financiado la conquista y a quien entrega realmente las tierras Alonso Fernández de Lugo.
En 1567 Juan de Gordejuela y Grimón recibe en donación la tierra de Las Vegas de María Vizcaína, viuda de Fernando Guanarteme, fundando poco después la ermita en honor a San Juan Bautista y a Nuestra Señora de la Esperanza. Es a partir de esta fundación eremítica cuando verdaderamente se desarrollará el núcleo. En 1618, Juan de Gordejuela cede terrenos en su hacienda a vecinos de la isla de La Palma.
Posteriormente, se van asentando colonos en torno al camino real del Sur, consolidándose en el siglo xviii durante los procesos roturadores de esta área.
En el siglo xviii la hacienda de Las Vegas pasa a ser propiedad de las agustinas recoletas del convento de San Andrés y Santa Mónica del Realejo de Abajo, siéndoles sustraída durante la desamortización de Mendizábal y vendida en subasta pública en 1838.
En el siglo xix se describen los núcleos que forman Chimiche de la siguiente manera:

CHIMICHE. Aldea situada en término jurisdiccional de la Granadilla, (...). Dista de la cabeza del distrito municipal 6 kilómetros 530 metros, y consta de 8 edificios de un piso, 5 de dos y 53 chozas ú hogares, habitados 46 constantemente por 52 vecinos 277 almas, 5 temporalmente y 15 inhabitados.
VEGAS. (LAS) Aldea situada en t. j. de la Granadilla, (...). Dista de la c. del d. m. 6 k. 436 m., y consta de 29 edif. de un piso, 1 de dos y 13 choz. ú hog. habit. 32 const. por 45 v. 255 a., 1 temp. y 10 inhabit.
ROSAS. (LAS) Choza ú hogar situado en t. j. de la Granadilla, (...). Dista de la c. del d. m. 6 k. y está inhabit.
Pedro de Olive, 1865.

## Demografía
A fines del siglo xx se produce una mejora de las comunicaciones, sobre todo con San Isidro. Pese a su tendencia a la regresión, a fines de los años noventa la población del caserío se encontraba estabilizada, con 637 habitantes en 1991.
En cuanto al caserío tradicional de Las Vegas, su población se ha reducido extraordinariamente desde 1960, pues de los 183 habitantes que aparecían censados en dicha fecha, en 1981 sólo residían 17. El vacío poblacional de este núcleo es manifiesto en las ruinas de muchas de sus antiguas viviendas, así como el abandono de las parcelas de cultivo que se hallan colonizadas por vegetación natural. Con las mejoras de comunicación, la población ha experimentado uno de los crecimientos más importantes después del despoblamiento tan extremo que tuvo anteriormente.